# Prunay-le-Gillon
Prunay-le-Gillon és un municipi francès, situat al departament de l'Eure i Loir i a la regió de Centre – Vall del Loira. L'any 2007 tenia 920 habitants.

## Demografia

### Població
El 2007 la població de fet de Prunay-le-Gillon era de 920 persones. Hi havia 354 famílies, de les quals 85 eren unipersonals (31 homes vivint sols i 54 dones vivint soles), 109 parelles sense fills, 152 parelles amb fills i 8 famílies monoparentals amb fills.
La població ha evolucionat segons el següent gràfic:
Habitants censats

### Habitatges
El 2007 hi havia 435 habitatges, 366 eren l'habitatge principal de la família, 28 eren segones residències i 41 estaven desocupats. 423 eren cases i 12 eren apartaments. Dels 366 habitatges principals, 313 estaven ocupats pels seus propietaris, 45 estaven llogats i ocupats pels llogaters i 9 estaven cedits a títol gratuït; 4 tenien una cambra, 14 en tenien dues, 52 en tenien tres, 95 en tenien quatre i 201 en tenien cinc o més. 279 habitatges disposaven pel capbaix d'una plaça de pàrquing. A 135 habitatges hi havia un automòbil i a 209 n'hi havia dos o més.

### Piràmide de població
La piràmide de població per edats i sexe el 2009 era:
| Homes | Edats   | Dones |
| ----- | ------- | ----- |
| 0     | 95 o +  | 0     |
| 4     | 90 a 94 | 4     |
| 4     | 85 a 89 | 12    |
| 4     | 80 a 84 | 4     |
| 28    | 75 a 79 | 20    |
| 16    | 70 a 74 | 8     |
| 20    | 65 a 69 | 16    |
| 24    | 60 a 64 | 24    |
| 32    | 55 a 59 | 24    |
| 56    | 50 a 54 | 40    |
| 24    | 45 a 49 | 44    |
| 40    | 40 a 44 | 32    |
| 36    | 35 a 39 | 36    |
| 16    | 30 a 34 | 16    |
| 20    | 25 a 29 | 12    |
| 28    | 20 a 24 | 32    |
| 40    | 15 a 19 | 28    |
| 28    | 10 a 14 | 40    |
| 32    | 5 a 9   | 24    |
| 8     | 0 a 4   | 20    |

## Economia
El 2007 la població en edat de treballar era de 614 persones, 475 eren actives i 139 eren inactives. De les 475 persones actives 444 estaven ocupades (237 homes i 207 dones) i 31 estaven aturades (12 homes i 19 dones). De les 139 persones inactives 75 estaven jubilades, 35 estaven estudiant i 29 estaven classificades com a «altres inactius».

### Ingressos
El 2009 a Prunay-le-Gillon hi havia 379 unitats fiscals que integraven 968,5 persones, la mediana anual d'ingressos fiscals per persona era de 20.458 €.

### Activitats econòmiques
Dels 39 establiments que hi havia el 2007, 1 era d'una empresa extractiva, 2 d'empreses alimentàries, 1 d'una empresa de fabricació d'altres productes industrials, 9 d'empreses de construcció, 10 d'empreses de comerç i reparació d'automòbils, 4 d'empreses de transport, 2 d'empreses d'hostatgeria i restauració, 1 d'una empresa de serveis, 6 d'entitats de l'administració pública i 3 d'empreses classificades com a «altres activitats de serveis».
Dels 13 establiments de servei als particulars que hi havia el 2009, 1 era una oficina de correu, 1 taller de reparació d'automòbils i de material agrícola, 3 paletes, 2 guixaires pintors, 1 fusteria, 2 lampisteries, 1 perruqueria i 2 restaurants.
Dels 4 establiments comercials que hi havia el 2009, 1 era una botiga de més de 120 m², 1 una botiga de menys de 120 m², 1 una fleca i 1 una botiga de roba.
L'any 2000 a Prunay-le-Gillon hi havia 32 explotacions agrícoles que ocupaven un total de 1.995 hectàrees.

## Equipaments sanitaris i escolars
L'únic equipament sanitari que hi havia el 2009 era una farmàcia.
El 2009 hi havia una escola elemental.

## Poblacions més properes
El següent diagrama mostra les poblacions més properes.